# Евелет (Минесота)
Евелет (енгл. Eveleth) град је у америчкој савезној држави Минесота.

## Демографија
По попису из 2010. године број становника је 3.718, што је 147 (-3,8%) становника мање него 2000. године.
| Група             | 2000.         | 2010.         |
| Белци             | 3.726 (96,4%) | 3.515 (94,5%) |
| Афроамериканци    | 6 (0,2%)      | 19 (0,5%)     |
| Азијати           | 16 (0,4%)     | 12 (0,3%)     |
| Хиспаноамериканци | 9 (0,2%)      | 33 (0,9%)     |
| Укупно            | 3.865         | 3.718         |